# Saint-Morel
Saint-Morel település Franciaországban, Ardennes megyében. Lakosainak száma 181 fő (2022. január 1.). Saint-Morel Brécy-Brières, Challerange, Liry, Monthois, Mont-Saint-Martin, Savigny-sur-Aisne és Sugny községekkel határos.

## Népesség
A település népessége az elmúlt években az alábbi módon változott:
| Lakosok száma | 259  | 212  | 235  | 237  | 229  | 213  | 210  | 197  | 190  | 181  |
|               | 1968 | 1982 | 1990 | 2006 | 2013 | 2015 | 2017 | 2019 | 2020 | 2022 |